# تاكويا يوشيكاوا
تاكويا يوشيكاوا (باليابانية: 吉川 拓也) (1 سبتمبر 1988 في شيغا في اليابان – )؛ هو لاعب كرة قدم ياباني سابق كان يلعب كمدافع.

## وصلات خارجية
- تاكويا يوشيكاوا على موقع رابطة كرة القدم اليابانية للمحترفين (اليابانية)
- تاكويا يوشيكاوا على موقع قاعدة بيانات كرة القدم.إي يو (الإنجليزية)
- تاكويا يوشيكاوا على موقع Soccerway.com (الإنجليزية)